# Cresx
Cristian Ariel Cordero (Provincia de Buenos Aires, 9 de abril de 1994), más conocido como Cresx, es un cantante, productor discográfico y compositor argentino. Comenzó a rapear en 2011, aunque sus primeras grabaciones fueron en 2015; para luego crear su propio sello discográfico.

## Biografía

### Inicios
Desde 2010 al 2012 comenzó su interés por el Rap. Se juntaba en El Bunker Free. Esta competencia fue contemporánea a El Quinto Escalón y era organizada por Taty Santa Ana, quien actualmente es host de competencias como la Red Bull Batalla de Gallos. Asimismo, los competidores que eran más habituales eran Frijo, Dakillah, Beelze, West y Cresx, aunque Duki, Mks y Rouse asistieron a “El Búnker” para compartir la movida.

### Carrera musical
En 2015 hizo sus primeras grabaciones de la mano de su amigo Leuman, con quien creó el sello discográfico, CresxRecords. Se hizo conocido por trabajar en producciones para figuras como MKS, Lucho SSJ, Dam SSJ, y Frijo, con quien lanzó temas como: “Florencia” junto a Frijo y Leuman y “Como Maradona” con Lucho SSJ y MKS, entre otros. Con su sello sacaron canciones como <<Quiero su booty>> logrando más de 100 mil reproducciones en pocos días y <<Como k1ng>> superando las 250.000 en todas las plataformas digitales.

### Actualidad
En agosto de 2021 participó en Perímetro Music Session, con el tema <<Invicto>>, con la producción del Beatmaker Baxian, Productor de ‘’Sponsor Dios’’ el sello de YSY A, cuya sesión se encuentra disponible en Youtube; teniendo gran aceptación del público. En septiembre del mismo año, lanzó «Época Dorada Remix» en colaboración con Leuman, Zeli y Kid Filly. El video fue producido y editado por el mismo Cresx, y consiguió cientos de visualizaciones en pocos minutos. En el mes de noviembre de 2021, el cantante y su equipo, junto con Perímetro Audiovisual y siendo grabado por Mariana Zeli, estrenó «En la Ducha RKT» su primer tema de este estilo, demostrando su versatilidad dentro del género y marcando una nueva etapa en su vida musical.

## Discografía

### Sencillos
| Año  | Título               | Notas                                                         |  |
| ---- | -------------------- | ------------------------------------------------------------- |  |
| 2018 | «Tengo Más»          | Con Sleitel, Leuman                                           |  |
| 2018 | «Combosport»         | Con Dam SSJ, Cafun, Kapsul, Leuman, Lukitas Cmks y Son Gotten |  |
| 2018 | «Como Maradona»      | Con Lucho SSJ y MKS SSJ                                       |  |
| 2019 | «Quien Soy»          | Con Leuman                                                    |  |
| 2020 | «Me Quieren Ver»     | Con Tune y Lucas Jordan                                       |  |
| 2020 | «Preparate»          | Con Zeli y Leuman                                             |  |
| 2020 | «Como K1ng»          | Con Zeli y Leuman                                             |  |
| 2020 | «Fumo Como Loco»     | Con Leuman y Zeli                                             |  |
| 2020 | «Fichados por Krü»   | Con Zeli y Leuman                                             |  |
| 2021 | «Hoe»                | Con Zeli, Mardilu y Kid Filly                                 |  |
| 2021 | «Level Up»           | Con Soulless y Leuman                                         |  |
| 2021 | «Elmora Hills»       | Con Augxst                                                    |  |
| 2021 | «A Poca Luz»         | Con Leuman y Zeli                                             |  |
| 2021 | «Época Dorada Remix» | Con Leuman, Zeli y Kid Filly                                  |  |
| 2021 | «En La Ducha RKT»    |                                                               |  |
| 2022 | «Como K1ng Remix»    | Con Zeli, Leuman, Forweak, 6tn, Gorilon y Xown                |  |
| 2022 | «Club 333»           |                                                               |  |
| 2022 | «Modo Incógnito RKT» | Con Despre y Trippie White                                    |  |